# Bleib wie du bist
Bleib wie du bist  (Originaltitel: Così come sei) ist eine italienisch-spanische Koproduktion aus dem Jahre 1978. Regie führte Alberto Lattuada.

## Handlung
Bei einem Aufenthalt in Florenz verliebt sich der römische Landschaftsarchitekt Giulio in die Studentin Francesca, die viel jünger ist als er.  Sie  erzählt ihm, dass sie die Tochter von Bartolo und Flora sei, mit der Giulio in seiner Jugend eine Affäre gehabt hat. Giulio versucht, sich an seine Beziehung mit Flora zu erinnern, und erschrickt bei dem Gedanken, dass er eine möglicherweise inzestuöse Beziehung führt.
Zur selben Zeit wird Giulios Tochter Alexandra schwanger, und sie versucht, die Beziehung ihres Vaters mit Francesca zu akzeptieren. Als Giulio daraufhin mit Francesca darüber spricht, dass er möglicherweise ihr Vater sei, erwidert sie, dass sie nur Bartolo als Vater anerkennt, da er sie großgezogen hat.
Auf der darauffolgenden gemeinsamen Reise nach Madrid erleben Francesca und Giulio glückliche Momente, und Francesca schlägt vor, die Beziehung an dem Punkt zu beenden, an dem es am schönsten ist. Dennoch kommt es danach noch zu einem weiteren Treffen der beiden in Florenz, wo sie gemeinsam im Kino den Film Vampyr – Der Traum des Allan Gray ansehen. Nach dem Film fährt Giulio Francesca in seinem Auto zu ihrer Wohnung und verabschiedet sich von ihr. Francesca sieht aus dem Fenster ihrer Wohnung dem wegfahrenden Auto Giulios nach.

## Produktion und Veröffentlichung

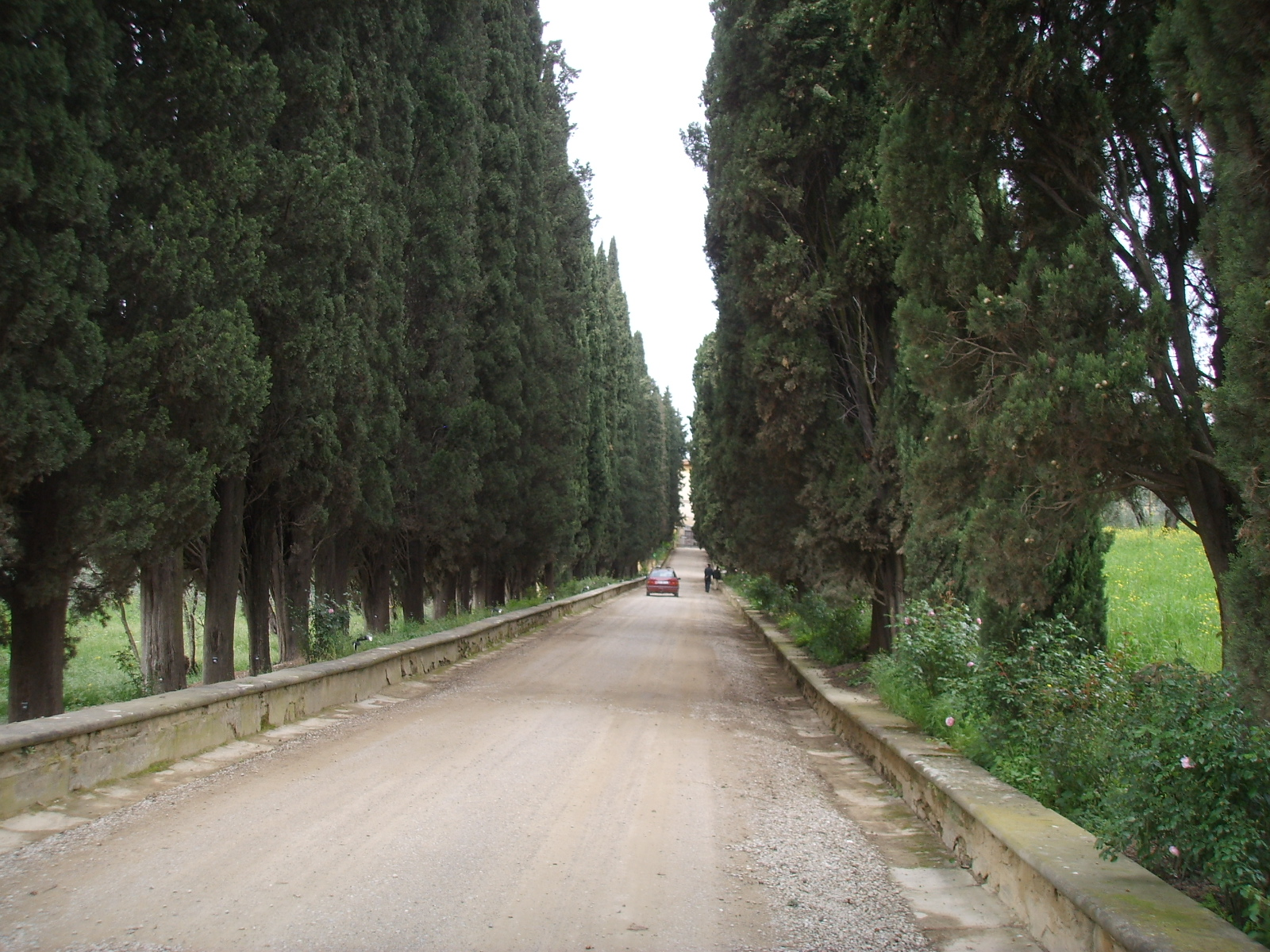
Zypressenalle in der Villa La Pietra

Der Film wurde an verschiedenen Schauplätzen in Florenz gedreht, die lange Eingangssequenz im Garten der Villa La Pietra und die folgende lange Autofahrt in der Zypressenallee der Villa.
 Così come sei blieb der einzige Film, in dem Alberto Lattuada mit dem spanischen Kameramann José Luis Alcaine zusammengearbeitet hat.
Für die damals erst 17-jährige Nastassja Kinski war es der erste Auftritt in einem internationalen Kinofilm. Mastroianni wird von Holger Hagen synchronisiert, José María Caffarel von Hans Korte.
Die Filmmusik wurde unter der Leitung von Ennio Morricone eingespielt, Oscar Valdambrini spielt die Solo-Trompete und das Solo-Flügelhorn.
Internationaler Kinostart war am 14. September 1978, in Deutschland kam der Film am 16. Februar 1979 in die Kinos. am 31. Juli 1992 wurde er in Deutschland auf Sat.1 erstmals im Fernsehen gezeigt. 2005 brachte SEDNA Medien & Distribution eine DVD in deutscher Sprache heraus. Am 30. Oktober 2023 veröffentlichte VZ eine Blu-ray in deutscher und italienischer Sprache, zusammen mit einem Booklet und dem Soundtrack mit Videoclips als Bonus.

## Rezeption
Die Filmmusik von Ennio Morricone wurde erstmals 1978 von Cinevox Record auf einer LP veröffentlicht. 1979 folgte in Deutschland eine LP des Labels Ariola in Stereo. In den folgenden Jahren gab es eine Reihe weiterer Aufnahmen auf Cassette und auf CD. 2022 brachte Cinevox in Vinyl eine limitierte Auflage von 500 Stück der Aufnahme von 1978 auf den Markt.

### Kritik
Das Lexikon des internationalen Films nennt den Film eine „Liebesromanze in Starbesetzung – in veraltetem Stil flach und rührselig in Szene gesetzt.“
Nachdem der Kritiker von Time überlegt hat, wie man heute, in einer Zeit schwindender verbindlicher sozialer Regeln ein überzeugendes Motiv in einen Liebesfilm einbauen könne, das die Vereinigung der Liebenden unmöglich macht, meint er, der Inzest diene hier nur einem vorsichtigen und zurückhaltenden Mann als Rechtfertigung dafür, der Impulsivität und Vitalität seiner jungen Liebhaberin zu widerstehen. „Wenn sie ihn schließlich verlässt, ist es nicht das Tabu, das sie auseinanderbringt, sondern ihr romantisches Bestehen darauf, eine Affäre zu beenden, wenn sie auf dem Höhepunkt ist, bevor die Streitereien anfangen.“
Zu der Leistung der Schauspieler schreibt er, Mastroianni sei einer der wenigen, die männliche Schwäche spielen könnten und zugleich die Sympathie des Zuschauers behielten, und zwar wegen seiner Fähigkeit, männliche Verletzlichkeit sanftmütig-komödiantisch zu kommentieren. Kinski sei einfach entzückend, wirklich sexy und übermütig, ohne deswegen peinlich aufdringlich zu sein. „Das Ergebnis ist eine überraschend erfreuliche Unterhaltung“.